# CoMaps
CoMaps è un'applicazione libera e open source per visualizzare mappe basata sui dati di OpenStreetMap. È sviluppata da una comunità globale di collaboratori, senza scopo di lucro ed è distribuita con licenza libera. Funziona completamente offline e richiede una connessione internet solamente per il download iniziale della mappa delle regioni di interesse e per gli aggiornamenti mensili dei dati della mappa.
Può essere scaricata su Android e iOS, mentre la versione per Linux e MacOS è in alfa.

## Caratteristiche
CoMaps permette di visualizzare le mappe e cercare i punti di interesse completamente offline, basandosi sui dati forniti da OpenStreetMap. La disponibilità offline la rende particolarmente adatta per escursioni in montagna e in generale in tragitti in cui la connessione internet è scarsa o assente. Dato che non richiede una connessione internet costante ha un basso consumo della batteria del dispositivo. 
L'applicazione permette di creare dei percorsi con le indicazioni passo passo per arrivare a destinazione, sia a schermo che a voce, per tragitti in auto, a piedi o in bicicletta. È disponibile una funzione per salvare un elenco di luoghi preferiti e di tracciati GPS, che può essere facilmente esportato in formato GPX o KML. Inoltre è integrato un semplice editor per modificare o integrare i dati di OpenStreetMap.
L'applicazione è rispettosa della privacy dell'utente, non ha pubblicità, non raccoglie dati personali e la posizione dell'utente durante l'utilizzo. L'app Android può essere scaricata anche sullo store F-Droid, oltre che che su Google Play e come apk.
CoMaps è distribuito con licenza Apache 2.0.
Il progetto è senza scopo di lucro ed è gestito in modo completamente trasparente da una comunità globale. Il processo di sviluppo software e di segnalazione dei bug avviene su Codeberg; il nome, i colori e il logo del progetto sono stati scelti con una votazione comunitaria e la traduzione dell'app è sempre a opera di contributori volontari. Le spese per i server sono finanziate attraverso le donazioni degli utenti sulle piattaforme di crowdfunding Open Collective e LiberaPay.

## Storia
CoMaps è un progetto comunitario nato come fork di Organic Maps, a sua volta fork di Maps.me. Ad aprile 2025 alcuni contributori hanno pubblicato una lettera aperta ai fondatori di Organic Maps per chiarire alcune questioni legate alla gestione del progetto, la sua natura no-profit e la gestione finanziaria. I fondatori di Organic Maps non hanno risposto in modo chiaro ed esaustivo alla lettera aperta, dunque i contributori hanno deciso di allontanarsi e di fondare un nuovo progetto no profit basato sulla trasparenza finanziaria, un processo decisionale comunitario e attenzione per la privacy.